# Guerra naval

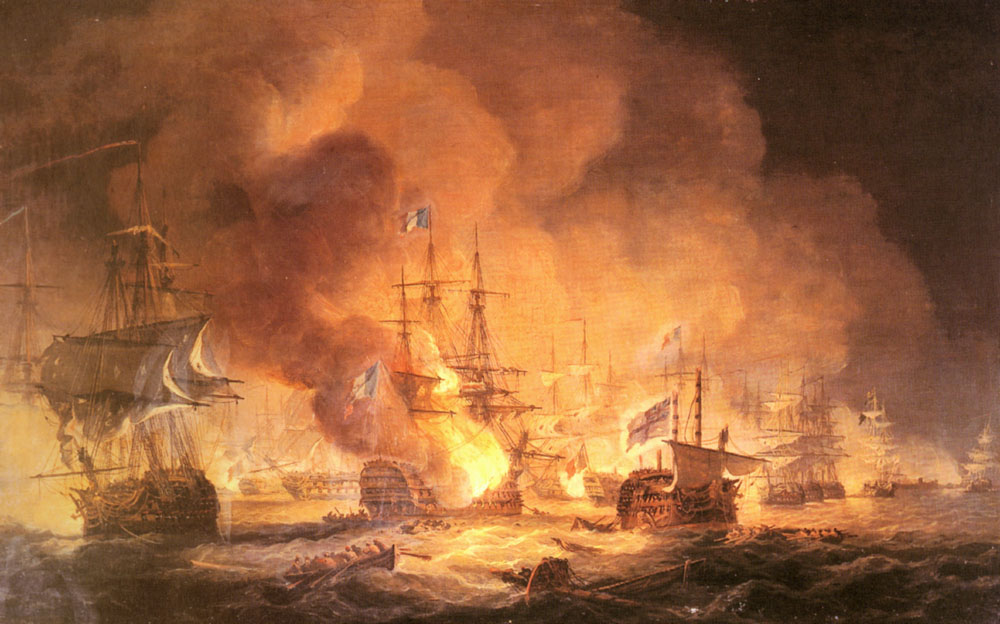
Combate naval

 Se trata de una lucha entre navíos en los mares, océanos, o cualquier otro cuerpo grande de agua líquida, como grandes lagos y anchos ríos.

## Tácticas navales modernas
Como ocurre con todas las otras formas de guerra en la actualidad, las tácticas navales modernas descansan sobre el principio de «disparar y moverse». El éxito real de la potencia de fuego depende de un buen reconocimiento y en la adopción de buenas posiciones de disparo. El movimiento es un componente muy importante del combate moderno; una flota naval actual ha de poder desplazarse, en consecuencia, varios cientos de kilómetros en un solo día.
En la guerra naval la clave consiste en detectar al enemigo, al tiempo que se trata de evitar el ser detectado por el enemigo. Se gasta mucho tiempo y esfuerzo en negar al enemigo la oportunidad de que pueda detectar las propias fuerzas.
También es fundamental el concepto de espacio de batalla: una zona alrededor de una fuerza naval, dentro de la cual un comandante confía en detectar, perseguir, combatir y destruir las amenazas, antes de que éstas puedan llegar a convertirse en peligrosas. Esta es la razón de que una armada prefiera el mar abierto. La presencia de tierra (líneas de costa) y la topografía del fondo comprimen el espacio de batalla, limitando las oportunidades para maniobrar. Estos factores hacen que sea más fácil para el enemigo el predecir la localización de la propia flota, y hacen más difícil la detección de las fuerzas enemigas. En aguas poco profundas, la detección de submarinos y minas es especialmente problemática.
El escenario que fue el foco de atención de los planificadores navales norteamericanos durante la Guerra Fría fue el enfrentamiento entre dos flotas modernas y bien equipadas en alta mar, en un eventual choque de los Estados Unidos con la Unión Soviética. La máxima consideración fue otorgada a los CVBG (grupo de batalla de portaaviones).
En el combate naval moderno existe la posibilidad de lanzar o recibir un golpe mortal, desde una distancia de hasta 600 millas náuticas (1100 kilómetros). Esta es un área enorme para ser explorada por los medios de reconocimiento disponibles. La respuesta a este problema, de doble filo, es la guerra electrónica.
Los submarinos son la mayor amenaza para las operaciones ofensivas de los CVBG, debido a la gran capacidad que tienen los modelos modernos para pasar inadvertidos, gracias a medios técnicos tales como las capas anti-eco o los motores a chorro de agua, totalmente silenciosos. Esta habilidad para la ocultación es la principal ventaja del submarino. La extensión de las operaciones navales hacia aguas poco profundas ha incrementado mucho la amenaza submarina. La sola sospecha de que pueda haber un submarino en un área determinada, puede obligar a una flota a gastar grandes recursos para eliminarla, ya que los efectos de destrucción que produciría un submarino no detectado podrían ser catastróficos.
El arma clave en el combate naval moderno es el misil. Este puede lanzarse desde la superficie, bajo el mar o desde unidades aéreas. Con las velocidades de los misiles actuales, que pueden alcanzar hasta Mach 4, el tiempo del choque puede ser sólo cuestión de segundos. La clave para una defensa exitosa consiste en destruir las plataformas de lanzamiento antes de que consigan disparar, eliminando de un solo golpe una o más amenazas de misil. Esto no siempre es posible, por lo que los recursos de guerra antiaérea necesitan ser equilibrados entre las batallas aéreas interiores y exteriores.

## Historia
La humanidad ha practicado la guerra en el mar desde hace, por lo menos, 3000 años hasta el momento presente (desde el I milenio a. C.). Aparentemente, la guerra terrestre no depende del dominio del mar, pero nada sería más alejado de la verdad. Los transportes terrestres, hasta la llegada de los sistemas ferroviarios en el siglo XIX, eran extremadamente dependientes de los sistemas fluviales y del transporte marítimo. Los ferrocarriles determinaron el fin de esta dependencia, y fueron cruciales en el desarrollo económico del mundo moderno (industrialización) en el Reino Unido, los Países Bajos y el norte de Alemania. Los ferrocarriles posibilitaron el movimiento masivo de mercancías y personas en tierra firme, sin el cual la Revolución industrial no habría podido alcanzar su pleno desarrollo.
Antes de 1750, personas y bienes viajaban por mar (o en tierra por vías de agua interiores), pues los viajes por tierra (con vehículos hipomóviles) eran lentos, fatigosos y muy caros. Así que los ejércitos, con sus exorbitantes necesidades de provisiones, munición y forraje (pues dependían de los caballos para moverse) estuvieron atados a los valles fluviales y a las zonas cercanas a las costas durante gran parte de la historia. La razón es obvia, pues el medio de mantener aprovisionados a los ejércitos eran los barcos, que traían todo lo necesario para su funcionamiento y supervivencia (gran cantidad de mercancías) por mar o por los ríos.
De la Prehistoria y las primeras épocas de la Historia Antigua nos han llegado numerosas referencias sobre la guerra en el mar. Destacan especialmente en las leyendas homéricas: la Ilíada, sobre la guerra de Troya, y su continuación, la Odisea.
El Imperio persa —fuerte y unido, pero sin un poder marítimo propio— no pudo vencer a los débiles y desunidos griegos, debido al poder de la flota ateniense. Reforzada por las flotas de otras polis (ciudades) más pequeñas, siempre consiguió frustrar los intentos persas de subyugar a las
polei (ciudades-estado griegas).
El poder y la influencia de las civilizaciones fenicia y egipcia, los de la púnica (basada en Cartago), e incluso los de Roma, dependieron en gran medida de su respectiva capacidad de controlar los mares (talasocracia).
También la República de Venecia consiguió destacar sobre sus rivales entre las ciudades-estado de Italia, por su desarrollo naval. Pero su pujanza comercial se eclipsó por el declive del Mediterráneo en la Edad Moderna (las grandes rutas del comercio internacional se desarrollaron lejos de Venecia, en el océano Atlántico).
Algo similar le sucedió al poderío del Imperio otomano, ligado a la decadencia de la Ruta de la Seda y del Mediterráneo en general, durante los siglos XVII y XVIII. En otras épocas, el dominio del mar dio una gran relevancia a pueblos pequeños y comparativamente atrasados: durante tres siglos (del VI al IX), los hombres del norte, llamados comúnmente vikingos, asaltaron, saquearon e infestaron las costas europeas, llegando incluso a la Rusia central, a Ucrania y a Constantinopla. Remontaron los grandes ríos tributarios del Mar Negro, el Danubio, el Don y el Volga, y cruzaron innumerables veces el estrecho de Gibraltar, considerado entre los grandes reinos europeos del momento, centrados en el Mediterráneo y menos avezados en los viajes oceánicos por el Atlántico, como las Columnas de Hércules, la puerta hacia un mar indómito, desconocido y lleno de peligros.
La mayor parte de las batallas navales famosas de la historia nos han legado testimonios materiales directos, como pecios (restos de una embarcación) procedentes de naufragios, que son objeto de estudio por parte de una disciplina científica específica, la arqueología submarina. Un ejemplo importante de proyecto de investigación arqueológica submarina reciente, aunque no muy conocido, es el estudio de los naufragios de diversos barcos en el océano Pacífico, los barcos de guerra japoneses hundidos durante la batalla de Midway.

### Remeros del Mar Mediterráneo

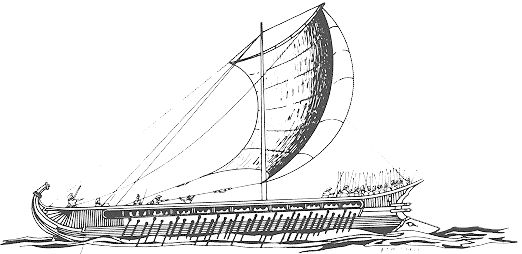
Un antiguo trirreme griego.

La primera batalla naval registrada en documentos escritos está datada hacia el año 1210 a. C. aproximadamente: Suppiluliuma II, rey de los hititas, se enfrentó con sus naves a una flota procedente de Chipre, la derrotó e incendió los barcos chipriotas en el mar.
Relieves asirios de cerca del 700 a. C. muestran barcos fenicios en una batalla, con dos niveles de remos. Los soldados combaten sobre una especie de puente o cubierta por encima de los remeros, y los barcos muestran una especie de espolón que sale desde la proa. No hay ninguna mención escrita acerca de táctica o estrategia correspondiente a esta época, que se haya conservado hasta nuestros días.
Los reyes y héroes griegos que aparecen en las leyendas de Homero (siglo VIII a. C. aproximadamente), usaban sus barcos para transportar sus ejércitos, pero hacían la guerra en tierra firme. Pero en el año 664 a. C. se sabe de una batalla naval que hubo entre Corinto y una de sus colonias, la ciudad de Corcira.
Las guerras médicas, en el siglo V a. C., fueron los primeros conflictos históricos de los que se conocen operaciones navales a gran escala. Por lo que cuentan los textos históricos, no sólo hubo en estas guerras sofisticados choques entre flotas y escuadras, con docenas de trirremes en cada bando, sino también operaciones anfibias y combinadas de fuerzas de tierra y mar. Parece improbable que estos avances bélicos fuesen el producto de una sola mente, o incluso de una generación; lo más probable es que el período de evolución y experimentación de tales medios y sistemas de combate simplemente pasó inadvertido para la historia escrita.
Las guerras médicas formaron un largo episodio de la Historia Antigua, que comenzó con la aparición de los ejércitos de los persas o medos (de donde viene el nombre de guerras médicas) en Asia Menor (actual Turquía). Después de algunas batallas iniciales, los persas derrotaron a los griegos de las ciudades costeras de Asia Menor, región conocida como Jonia. Sometida la Jonia, los persas se decidieron a invadir la Grecia continental. Temístocles de Atenas, líder político y militar de la ciudad, estimó que los griegos serían superados en número por los persas en tierra, pero que Atenas podría protegerse a sí misma construyendo una flota de galeras (que en las crónicas griegas clásicas aparecen como los "muros de madera" de la ciudad), empleando los recursos obtenidos de la explotación de las minas de plata de Laurión, propiedad de Atenas, para financiarla.
La primera campaña de los medos, en el 492 a. C., fue abortada porque la flota persa (compuesta de barcos jonios, sirios y fenicios principalmente) se dispersó y hundió en una tormenta. La segunda, iniciada en el 490 a. C., capturó algunas islas en el Mar Egeo, situado entre Jonia y Grecia, antes de desembarcar en la península griega, cerca de Maratón. Los griegos, conscientes de su inferioridad en tierra, atacaron a los persas realizando una apuesta muy arriesgada, pero rechazaron el desembarco. La victoria, anunciada por uno de los soldados atenienses que participó en la batalla, fue celebrada en Atenas como un triunfo histórico, y dio origen posteriormente a la prueba atlética de la maratón (que recorre una distancia equivalente a la que media entre Maratón y Atenas, algo más de 42 km).
La segunda campaña de los medos, bajo el rey Jerjes I de Persia, comenzó diez años más tarde (480 a. C.), y repitió el modelo que había seguido la primera campaña. El ejército persa siguió el camino del Helesponto, mientras que la flota de barcos jonios, fenicios y sirios lo seguía bordeando la costa. Cerca de Artemisio, en un estrecho canal entre la Grecia peninsular y la isla de Eubea, la flota griega le cerró el paso, y aguantó los múltiples ataques de la escuadra de Jerjes. Los barcos al servicio de los persas pasaron a través de la primera línea de barcos griegos, pero después fueron flanqueados por la segunda línea griega. La derrota del ejército griego en tierra, en el desfiladero de las Termópilas, forzó la retirada de los griegos, y Atenas evacuó a su población a la cercana isla de Salamina, en previsión de que los persas asediasen y conquistasen la ciudad.
La subsiguiente Batalla de Salamina fue una de las acciones más decisivas de la segunda guerra médica. Temístocles atrapó a los persas en un canal, entre la península griega y la propia Salamina, demasiado estrecho para que la flota persa pudiese hacer que prevaleciera su superioridad numérica, y lanzó un ataque con todas sus fuerzas. Su embestida tuvo éxito: 200 barcos de los persas fueron frenados por solo 40 barcos griegos. Pese a la derrota, Jerjes conservaba todavía una flota más numerosa que la de los griegos, pero se retiró por motivos ajenos al enfrentamiento, y Atenas se salvó. A partir de ese momento, la guerra cambió de signo, los persas fueron derrotados en tierra, en Platea en el año siguiente, y regresaron a Asia Menor, dejando que los griegos continuasen libres. Hacia el final de la guerra, soldados atenienses y espartanos atacaron y quemaron la flota al servicio de los persas, varada en tierra, en Mícala, y liberaron muchas de las ciudades jonias previamente sometidas por Jerjes.
Durante los siguientes cincuenta años, los griegos dominaron el Egeo, pero volvieron a sus tradicionales enfrentamientos internos. De hecho, las guerras médicas habían supuesto una breve etapa de unión entre las diversas polis helénicas (=griegas), que solían hacerse la guerra mutuamente. Después de múltiples guerras menores de las que poco conocemos, en el 431 a. C., las tensiones acumuladas dieron lugar a la guerra del Peloponeso, librada entre la Confederación de Delos, liderada por Atenas, y la Liga del Peloponeso, dirigida por Esparta. La estrategia naval tuvo una importancia crítica; Atenas, con los fondos de la Confederación de Delos, se construyó un nuevo recinto defensivo, con un corredor amurallado (los Muros Largos) que unía la ciudad con su puerto, El Pireo. Al abrigo de estas defensas, planteó la guerra confiando en su flota de guerra para mantener un flujo constante de suministros, mientras el ejército espartano asediaba la ciudad amurallada. Esta estrategia funcionó, aunque el prolongado hacinamiento de los atenienses asediados contribuyó a extender una gran epidemia que causó la muerte a muchos de ellos en el 429 a. C.
Hubo un buen número de batallas navales entre galeras, como las de Patras, Naupacto, Pilos, Siracusa, Cinosema, Cícico, o Notio. El final de la guerra, prolongada y funesta para ambos contendientes, llegó con la derrota los atenienses en Egospótamos (405 a. C.) en el Helesponto. Los atenienses, que habían varado su flota en la playa, fueron sorprendidos por la flota peloponesia, que desembarcó al ejército espartano e incendió los barcos enemigos. La derrota fue de tal magnitud que Atenas, agotada por los muchos años de guerra transcurridos, se rindió a Esparta al año siguiente (404 a. C.)
Las flotas de guerra jugaron un papel importante en las complejas guerras de la época helenística, en que fueron protagonistas los reyes griegos sucesores de Alejandro Magno.
Roma nunca fue una potencia con vocación marítima, pero tuvo que aprender a luchar en el mar, y rápidamente, en las tres guerras púnicas que libró contra Cartago. Mediante la invención del corvus, Roma desarrolló la técnica de agarre y abordaje de los barcos enemigos por los soldados de sus propias naves. La flota de guerra romana creció gradualmente cuando Roma se fue involucrando cada vez más en las rivalidades políticas del Mediterráneo. Durante las guerras civiles romanas destacó la batalla de Accio (en el 31 a. C.), en la que participaron cientos de barcos, muchos de ellos quinquerremes, dotados de catapultas y torres de asedio. Sin embargo, en la época del Imperio romano no hubo enfrentamientos navales de relieve, sino sólo ocasionales campañas de supresión de la piratería.

### La Antigua China
En la Antigua China, las primeras batallas navales conocidas tuvieron lugar durante el período de los Reinos Combatientes (481 a. C.-221 a. C.), un período en el que diversos señores de la guerra, con poder de ámbito regional, se combatían unos a otros, mientras proclamaban su lealtad al soberano teórico, perteneciente a la Dinastía Zhou. La guerra naval en la China de este antiguo período se caracterizaba por lo que se describía como "enganchar y grapar". Las tácticas de choque eran realizadas con barcos que se llamaban "los que golpean el estómago" y los "que chocan". Documentos de la posterior Dinastía Han atestiguan que en la Era de los Reinos Combatientes se habían usado barcos ge chuan (barcos daga-hacha, o barcos alabarda). Se piensa que esto es una descripción simple de barcos que llevaban soldados con alabardas, con forma de daga-hacha, como armas personales. Sin embargo, el escritor chino Zhang Yan, de la posterior Era de los Tres Reinos (Siglo III d. C.), afirmaba en sus escritos que los Reinos Combatientes chinos llamaban a los barcos de este modo porque las hojas de las alabardas se fijaban y colocaban realmente en el casco del barco. Su finalidad era desgarrar el casco de otro barco cuando embestía, para acuchillar a los enemigos que habían caído por la borda y estaban nadando, o simplemente para poder limpiar el camino de cualquier animal peligroso que el barco pudiera encontrar durante la navegación (los antiguos chinos realmente creían en los monstruos marinos, ver los escritos de Xu Fu para más información).
Qin Shi Huang, el primer emperador de la Dinastía Qin (221 a. C.-207 a. C.), debió gran parte de su éxito en la tarea de unificar China (específicamente el sur de China) al poder naval. Sin embargo, nunca llegó a establecer una armada imperial (véase, más adelante, la Sección de Asia Medieval). La era de la Dinastía Zhou fue conocida por el uso de puentes de pontones, pero fue durante la Dinastía Qin, y más tarde durante la dinastía Han, cuando fueron ensamblados grandes puentes de pontones permanentes y usados para propósitos bélicos (el primer registro escrito de un puente de pontones en Occidente lo constituyen las relaciones sobre los trabajos de supervisión del griego Mandrocles de Samos sobre un puente de este género, durante la campaña militar del emperador persa Darío I sobre el Bósforo).
Durante la dinastía Han (202 a. C.-220 d. C.), los chinos descubrieron el uso del timón popel, montado en la popa de los barcos para hacer virajes. En la Época Han diseñaron un nuevo tipo de barco, el junco. Durante la última fase de la dinastía Han, en el período de los Tres Reinos, hubo grandes batallas navales, como la Batalla de los Acantilados Rojos, que testimoniaron el progreso de la guerra naval en el Lejano Oriente. El estratega militar chino Zhuge Liang, del Reino de Shu, debió su fama a un ataque de proyectiles de fuego que lanzó en la citada batalla contra la enorme flota naval del primer ministro Cao Cao.
En cuanto a las exploraciones oceánicas, el primer marino chino que exploró el océano Índico (alcanzó Sri Lanka y la India por mar) fue el monje budista Fa Xian, de principios del siglo V d. C. (aunque anteriormente se habían establecido lazos diplomáticos y comerciales por tierra con Persia y la India, a comienzos de la Época Han). Sin embargo, la influencia marítima y naval china no se dejaría sentir plenamente en el océano Índico hasta la Edad Media.

### La Edad Media
Las invasiones bárbaras del siglo IV y posteriores, sucedieron mayormente por tierra, pero hay menciones de una flota vándala luchando con los romanos, y una derrota de una flota ostrogoda en Senigallia en el Mar Adriático.
En el siglo VII, las flotas árabes comienzan a hacer su aparición, asolando Sicilia en el 652, y derrotando a la Armada bizantina en el 655. Constantinopla se salva en la Batalla de Syllaeum en el 678 por la invención del fuego griego, una forma temprana de lanzallamas que devastó los barcos de la flota que asediaba la ciudad. Este fue solo el primero de muchos encuentros.
En el siglo VIII los vikingos comienzan a hacer su aparición, aunque su estilo normal es aparecer rápidamente, saquear, y desaparecer, preferiblemente en lugares no defendidos. El rey Alfredo el Grande de Inglaterra construyó una flota y fue capaz de derrotar a los daneses.
Los nórdicos también lucharon muchas batallas navales entre ellos mismos. Esto se hacía normalmente atando los barcos de ambos bandos uno contra el otro, luchando así esencialmente una batalla terrestre sobre el mar. Sin embargo, el hecho de que el lado perdedor no podía escapar fácilmente, significaba que las batallas tendían a ser muy duras y sangrientas. La batalla de Svolder es quizás la más famosa de estas batallas.
Cuando el poder árabe en el mar Mediterráneo empezó a declinar, las ciudades comerciales italianas de Génova, Pisa, y Venecia se apresuraron a aprovechar la oportunidad, fundando redes comerciales y construyendo armadas para protegerlas. Al principio las armadas lucharon contra los árabes (en Bari en el 1004, en Mesina en el 1005), pero después se encontraron peleando contra los normandos que se habían trasladado a Sicilia, y finalmente el uno contra el otro. Los genoveses y los venecianos lucharon cuatro guerras navales, en el 1253–1284, 1293–1299, 1350–1355, y en el 1371–1378. La última guerra finalizó con una victoria decisiva para Venecia, lo que le permitió disfrutar durante casi un siglo del dominio comercial del Mediterráneo antes que otros países europeos comenzasen a explorar hacia el sur y el oeste.
En el norte de Europa, el casi continuo conflicto entre Inglaterra y Francia raramente conlleva una actividad naval más sofisticada que el transporte de los caballeros a través del canal de la Mancha, y quizás el tratar de atacar esos transportes. La Batalla de Dover en el 1217, entre una flota francesa de 80 barcos bajo el mando de Eustace el Monje y una flota inglesa de 40 bajo el mando de Hubert de Burgh, es notable por ser la primera batalla registrada usando las tácticas de los barcos de vela.

### Asia Medieval (China, India, Japón y Corea)

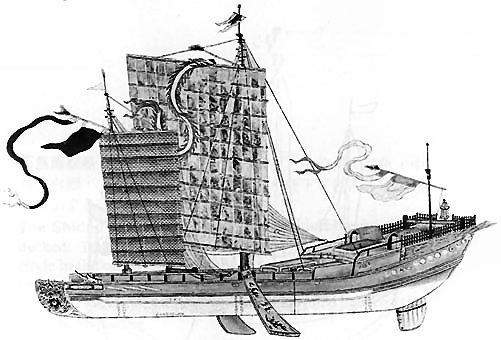
Junco chino de la dinastía Qing.

La dinastía Sui (581-618) y la dinastía Tang (618-907) de China estuvieron envueltas en muchos asuntos navales acerca de las políticas triples de gobernar la Corea medieval (Tres Reinos de Corea), así como los combates de bombardeo naval sobre la península desde el período Asuka, por el reíno de Japón. Un factor prominente en el repentino declive y colapso de la dinastía Sui fue su financiación con fondos del estado de las Guerras Goguryeo-Sui, donde los chinos reunieron una flota naval enorme que al final no tuvo éxito. La subsiguiente dinastía Tang de China hizo una política exterior diferente, ayudando a la dinastía Silla (véase también Silla unificada) en expulsar los ejércitos y fuerzas navales de los japoneses (véase Batalla de Baekgang), y en conquistar a los otros rivales de los coreanos, Baekje y Goguryeo en el año 668. Además, la dinastía Tang china tenía relaciones comerciales marítimas, tributarias, y lazos diplomáticos con las regiones que hoy en día son, Sri Lanka, India, Irán islámico y Arabia, así como con Somalia en el África Oriental. Desde el Reino de Aksum en la moderna Etiopía, el viajero árabe Sa'd ibn Abi-Waqqas navegó desde allí hasta la china Tang durante el reinado del Emperador Gaozong de Tang. Dos décadas más tarde, volvió con una copia del Corán, estableciendo la primera mezquita islámica en China, la Mezquita del Recuerdo en Cantón. Lo que siguió fue una rivalidad creciente entre chinos y árabes por el control de las rutas marítimas comerciales del océano Índico. En su libro Flujo Cultural entre China y el Mundo Exterior, Shen Fuwei escribe que los mercaderes marítimos chinos en el siglo IX, estaban desembarcando regularmente en Sufala en África Oriental para contratar comerciantes de clase media árabes.
La dinastía Chola de la India medieval, fue un poder marítimo dominante en el océano Índico, un comerciante marítimo ávido y una entidad diplomática con la china Song. Rajaraja Chola I (reinó desde el 985 al 1014) y su hijo Rajendra Chola I (reinó entre el 1014 y el 1042), que formaron parte del reino drávida en el sur de la India, enviaron una gran expedición naval que ocupó partes de Birmania Malaya, y Sumatra. Mientras que muchos creen que los Cholas fueron los primeros gobernantes registrados en tener una flota naval en el subcontinente indio, hay al menos dos evidencias que citan el uso de armadas.
Narasinja Varman Pallava I transportó a sus tropas a Sri Lanka para ayudar a Manavarman a reclamar su trono. Shatavahanahas fue conocido por poseer una armada que fue ampliamente desplegada para influenciar el Sureste de Asia. Lo que no es conocido es la extensión de su uso. Algunos argumentan que no hay evidencia para apoyar la guerra naval en un sentido contemporáneo. Otros dicen que los barcos llevaban de manera rutinaria grupos de arqueros para mantener alejados a los piratas. Sin embargo, desde que se conoce que los árabes usaban catapultas, nafta, e inventos instalados en sus barcos para prevenir grupos de abordaje, uno puede concluir razonablemente que las armadas Chola, no transportaban solamente tropas sino que también proveían apoyo, protección, y capacidades de ataque contra objetivos enemigos.
En el siglo XII, fue creada la primera armada permanente china, por la dinastía del sur Song, el cuartel general del almirantazgo estacionado en Ding-hai. Esto sucedió después de la conquista del norte de China por el pueblo Yurchen (véase Dinastía Jin) en el 1127, mientras que la corte china huyó hacia el sur desde Kaifeng a Hangzhou. Equipados con la brújula magnética y el conocimiento del famoso tratado de Shen Kuo (sobre el concepto del norte verdadero), los chinos se convirtieron en los expertos de la navegación de su tiempo. En el plazo de tiempo de un siglo convirtieron una flota de 11 escuadrones de 3000 marinos en una armada de 20 escuadrones y 52 000 marinos. Empleando embarcaciones de rueda de paletas y lanzando bombas de pólvora desde fundíbulos sobre las cubiertas de sus barcos, los chinos se convirtieron en un formidable enemigo para la dinastía Jin durante los siglos XII y XIII (véase también la Batalla de Caishi y la Batalla de Tangdao). Con una armada poderosa, China dominó el comercio marítimo a través del Sureste Asiático también.
Hasta el año 1279, los chinos fueron capaces de usar su poder naval para defenderse contra los Jin del norte, hasta que finalmente los mongoles conquistaron toda China. Después de la dinastía Song, la dinastía Yuan de origen mongol de China fue una poderosa fuerza marítima en el océano Índico. El emperador Yuan Kublaikan intentó invadir Japón dos veces con flotas enormes (compuestas de ambos, mongoles y chinos), en el 1274 y otra vez en el 1281, ambos intentos no tuvieron éxito (véase Invasiones de los mongoles a Japón). Cimentándose en los logros tecnológicos de la anterior dinastía china Song, los mongoles también usaron cañones tempranos sobre las cubiertas de sus barcos.
En el siglo XV, le fue asignado al almirante de la dinastía china Ming, Zheng He la formación de una flota masiva para varias misiones tributarias en el extranjero, navegando por las aguas del Pacífico sureste y del océano Índico. Durante sus misiones marítimas, la flota de Zheng se encontró peleando en multitud de ocasiones contra los piratas. La flota de Zheng también se vio envuelta en un conflicto en Sri Lanka, de lo cual el Rey de Ceilán viajó posteriormente a la China Ming para realizar una disculpa formal ante el Emperador.
A últimos del siglo XVI, Toyotomi Hideyoshi del Japón del período Azuchi-Momoyama reunió una flota enorme para asaltar a la dinastía Joseon de Corea, cuando este último monarca rehusó el permitir que los ejércitos japoneses invadiesen a la China de la dinastía Ming vía la península de Corea, como plataforma de lanzamiento. Durante las invasiones japonesas de Corea (1592-1598), los japoneses emplearon inteligentes tácticas a corta distancia en tierra con los arcabuzes (véase Oda Nobunaga), pero también confíaron en el fuego de mosquetes a corta distancia en los enfrentamientos navales de estilo "agarre y abordaje". Los japoneses tuvieron éxito cuando capturaron primero el puerto coreano de Busán, la capital en el hoy en día Seúl cayó ante sus fuerzas, y después procedieron a moverse hacia el norte, hacia el interior de la península de Corea. La ayuda militar enviada por el Emperador chino Wanli de la dinastía Ming, apoyó a los coreanos, pero el alcance superior de los cañones coreanos, así como las brillantes estrategias navales del almirante coreano Yi Sun Sin, fueron los principales factores que se aunaron en la derrota final de los japoneses. El Almirante Yi cortó de manera efectiva las posibles líneas de suministro japonesas, que habrían ido desde el Mar Amarillo hasta China, y debilitando de manera importante la fuerza japonesa así como debilitando su moral en varios choques importantes (de los cuales muchos consideran la derrota más crítica de los japoneses a la Batalla de Isla Hansan).

### Velas e imperios

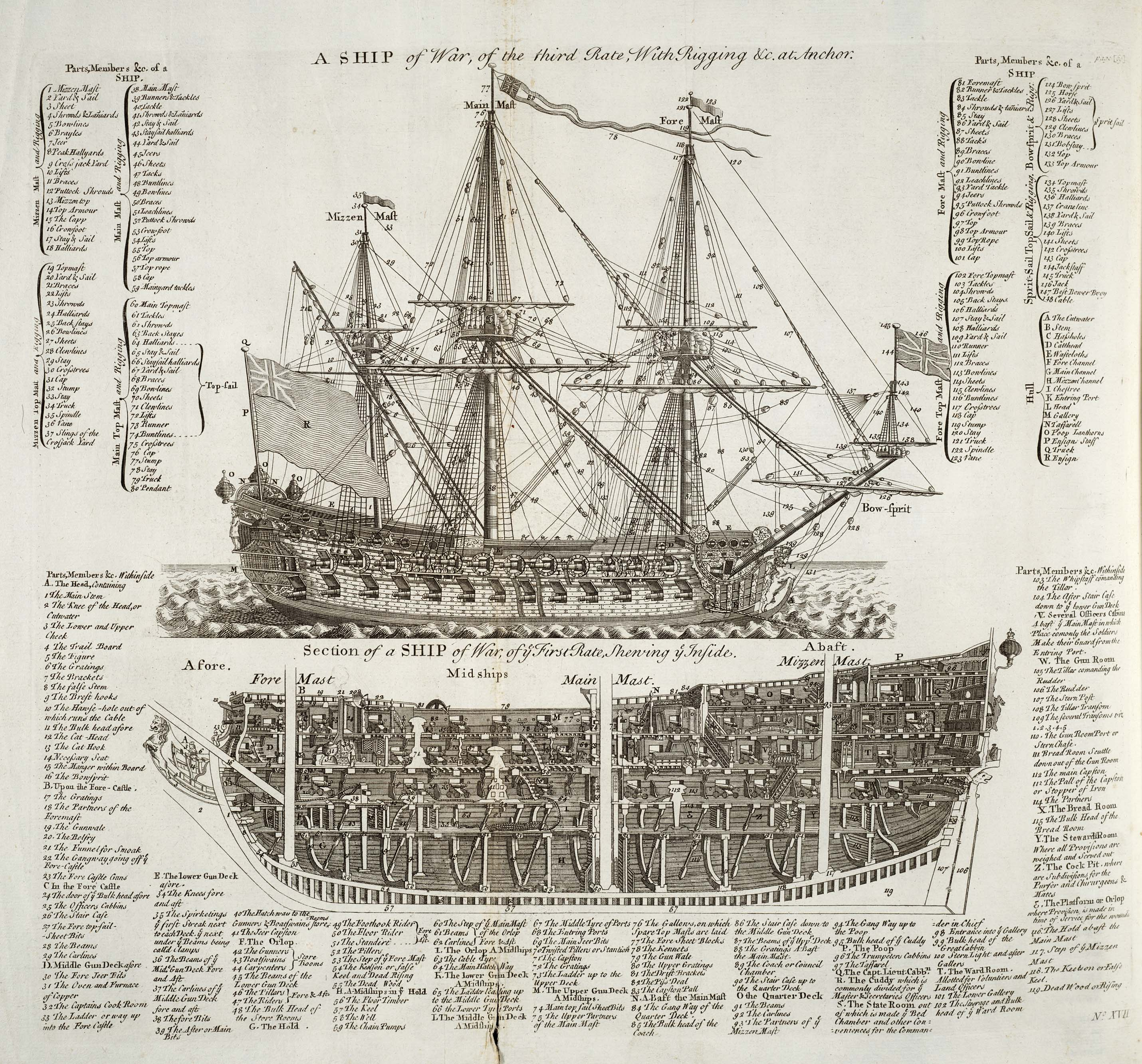
Diagramas de navíos de línea de primera y tercera clase, Gran Bretaña, de 1728. Fuente: Cyclopaedia

La Baja Edad Media fue importante, ya que en ese tiempo se desarrollaron los cogs y las carabelas, barcos capaces de sobrevivir en las duras condiciones del océano abierto, con sistemas de seguridad y una tripulación experta capaz de hacer una rutina de los largos viajes. Además, los barcos aumentaron desde 100 toneladas hasta 300 toneladas de desplazamiento, suficiente para llevar cañones como armamento y todavía ser capaces de transportar una carga que dejase beneficios. Uno de los barcos más grandes de su tiempo, el "Gran Harry" desplazaba unas 1500 toneladas.
Los viajes de descubrimiento eran de naturaleza fundamentalmente comercial más que militar, aunque algunas veces esta línea se difuminaba, ya que el gobernante de un país no estaba por encima de financiar la exploración buscando un beneficio personal, ni era ningún problema el recurrir al poder militar para asegurar ese beneficio. Más adelante, las líneas se fueron separando gradualmente, ya que la motivación del gobernante yacía en la protección de la empresa privada para que así pudiesen pagar más impuestos.
Como egipcios chiítas-Fatimidas y Mamelucos, el Imperio otomano islámico-sunita centrado en la Turquía moderna, dominó el este del Mar Mediterráneo. Los turcos otomanos construyeron una armada poderosa, rivalizando con la ciudad-estado de Venecia durante las Guerras otomano-venecianas (1499-1503). Aunque fueron derrotados dolorosamente en la Batalla de Lepanto (1571) por la Liga Santa (1571), los otomanos reconstruyeron rápidamente su fuerza naval, y posteriormente defendieron con éxito la isla de Chipre, para que se mantuviese en manos otomanas. Sin embargo, con la consiguiente Era de los Descubrimientos, Europa llegó a pasar de lejos al Imperio otomano, y puenteó con éxito su dependencia en el comercio terrestre mediante el descubrimiento de las rutas marítimas alrededor de África y hacia las Américas.
La primera acción naval en defensa de las nuevas colonias fue solo diez años después del legendario desembarco de Vasco da Gama en la India. En marzo de 1508, una fuerza combinada Guyaratí/Egipcia sorprendió a un escuadrón portugués en Dabul, y solo consiguieron escapar dos barcos portugueses. Al febrero siguiente, el Vizrey portugués destruyó a la flota aliada en Diu, confirmando así la dominación portuguesa del océano Índico.
En 1582, la Batalla de la Isla Terceira en las Azores, en la cual una flota española derrotó a una fuerza francesa mucho mayor, suprimiendo así una revuelta en las islas, lo que la convierte en la primera batalla que se luchó en medio del Océano Atlántico.
En 1588, Felipe II de España envió su Armada Invencible para subyugar a Isabel I de Inglaterra, pero el mal tiempo obligó a la Armada Invencible a regresar a Cádiz y Sevilla.
En el siglo XVII, la competición entre las flotas comerciales inglesas y holandesas llegó a su culmen en las Guerras Anglo-Holandesas, las primeras guerras realizadas enteramente sobre el mar. La más memorable de estas batallas fue la Batalla de Medway, en la que el Almirante Holandés Michiel de Ruyter navegó por el río Támesis, y destruyó gran parte de la flota británica.
El siglo XVIII se convirtió en un incesante y continuo cúmulo de guerras mundiales, cada una más grande que la anterior. En el mar los británicos y franceses fueron rivales amargos; los franceses ayudaron a los vacilantes Estados Unidos en la guerra de Independencia de los Estados Unidos, pero su propósito estratégico era el capturar territorio en la India y en las Indias Occidentales. En el Mar Báltico, el último intento para revivir al Imperio Sueco condujo a Gustavo III a la Guerra Ruso-Sueca (1788-1790), con su gran final en la Batalla de Svensksund (1790). La batalla no tuvo rival en cuanto a tamaño hasta el siglo XX, fue una victoria decisiva táctica Sueca, pero su resultado estratégico fue pobre (debido a la pobre actuación del ejército y a la previa falta de iniciativa de los suecos) y la guerra acabó sin ningún cambio territorial.
Con el cambio de gobierno debido a la Revolución francesa la lucha pareció intensificar la rivalidad más que disminuirla, y las guerras napoleónicas incluyeron una serie de batallas navales legendarias, culminando en la Batalla de Trafalgar en 1805, en la que el Almirante Horatio Nelson rompió el poder de las flotas francesa y española, pero perdió su propia vida en el intento.

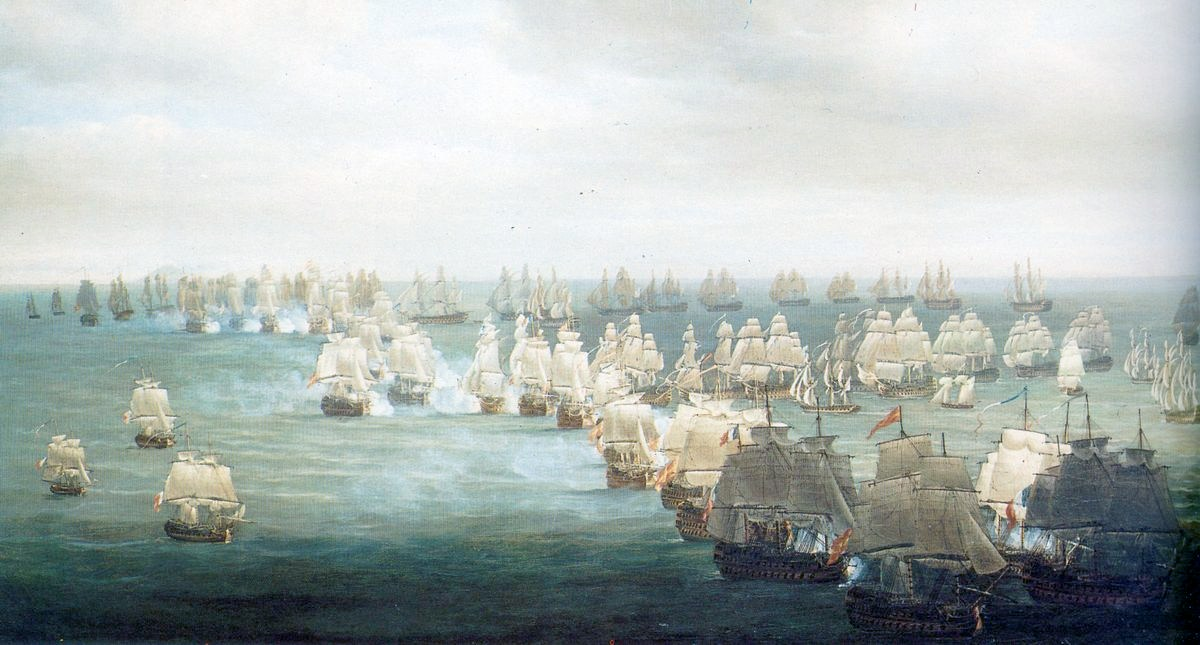
La Batalla de Trafalgar (1805), pintada aquí en su fase inicial, fue la batalla culmen de la Edad de la Vela.

### De la madera y el viento al acero y el vapor

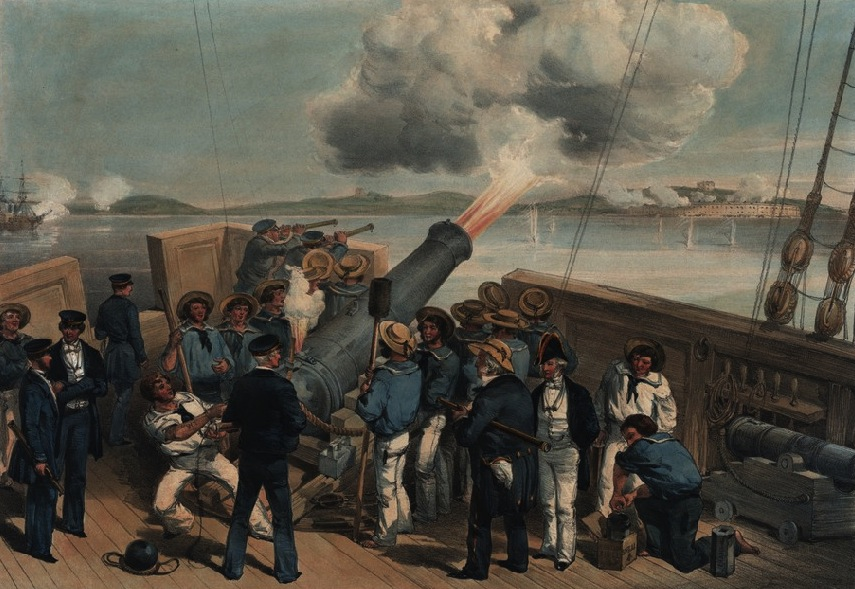
La batalla de Bomarsund durante la guerra de Åland (1854-1856), parte de la guerra de Crimea; la fortaleza Bomarsund de Åland fue bombardeada por la marina británica. Un boceto del alcázar del HMS Bulldog en Bomarsund, Edwin T. Dolby, 1854.

Trafalgar marcó el comienzo de la Pax Britannica del siglo XIX, caracterizado por una paz general en los océanos del mundo, bajo los pabellones de la Armada Real. Pero fue un período de intensa experimentación tecnológica; la máquina de vapor en los barcos apareció en los años 1810, una metalurgia mejorada y una técnica nueva en la máquinas produjeron cañones más grandes y mortales, y el desarrollo de los obuses explosivos, capaces de demoler un barco de madera de un solo disparo, requirieron en su momento la adición de la coraza de hierro.
Aunque el poder naval chino durante las dinastías Song, Yuan, y Ming convirtió a China en un poder marítimo mundial de importancia en el este, la dinastía Qing careció de una armada oficial permanente como tenían dinastías anteriores. Estaban más interesados en invertir fondos en aventuras militares más cercanas a su casa (la propia China), así como en Mongolia, el Tíbet, y Asia Central (la moderna Xinjiang). Sin embargo, hubo considerables conflictos navales durante la dinastía Qing, antes de las Guerras del Opio (como la Batalla de Penghu, o el conflicto contra Koxinga). El insignificante esfuerzo naval que los Manchúes chinos realizaron contra los barcos británicos más avanzados y propulsados con vapor durante la primera de las Guerras del Opio en los años 1840 fue dolorosamente derrotado. Esto dejó a China abierta a la virtual dominación extranjera (por parte de las potencias europeas y después de Japón) mediante esferas de influencia sobre regiones chinas para obtener una ganancia económica.
La famosa batalla entre el CSS Virginia y el USS Monitor durante la guerra civil estadounidense fue el primer duelo entre naves acorazadas, lo que significó el advenimiento de un cambio de era en la tecnología naval. La primera acción de flotas entre naves acorazadas se luchó en 1866, en la Batalla de Lissa (1866) entre las armadas de Austria e Italia. Debido a que el momento decisivo en la batalla ocurrió cuanto el buque insignia austriaco, el Erzherzog Ferdinand Max hundió con éxito al buque insignia italiano Re d’Italia mediante una colisión intencionada, en las décadas subsiguientes cada armada en el mundo se concentró principalmente en la colisión intencionada como su táctica principal, teniendo también en cuenta la campaña naval de la guerra del Pacífico entre la coalición de Bolivia y Perú contra Chile en el cual el blindado Peruano Huascar resultó, desde el combate de Iquique un quebradero de cabeza para la escuadra Chilena, paradójicamente superior en número, blindaje y armamento a la Peruana, hasta que el Huascar fue capturado frente a Antofagasta tras una trampa tendida por la escuadra Chilena.
Cuando se acercaba el final del siglo, el familiar y moderno acorazado empezó a emerger; un barco acorazado de acero, enteramente dependiente del vapor, y que llevaba un gran número de obuses montados en torretas situadas a lo largo de la línea central de la cubierta principal. El diseño definitivo se alcanzó en 1906 con el HMS Dreadnought (1906), que evitaba totalmente los cañones pequeños, porque sus cañones principales eran suficientes para poder hundir cualquier barco existente en su tiempo.
La guerra ruso-japonesa y particularmente la Batalla de Tsushima en 1905, fue el primer test de los conceptos nuevos, con el resultado de una asombrosa victoria japonesa, y con la destrucción de docenas de barcos rusos.
Con la llegada del barco de vapor, se hizo posible crear grandes plataformas de cañones, y proveerlas de una gran protección acorazada. Los acorazados tipo Dreadnought y sus sucesores fueron los primeros barcos capitales pesados que combinaban tecnología y poder de fuego en una plataforma móvil de armas. Sin embargo, en la primera mitad del siglo XX, los estrategas y planificadores navales, fallaron en tener en cuenta el efecto del poder aéreo sobre la efectividad y uso de los grandes buques capitales, como los acorazados.
La Primera Guerra Mundial enfrentó a la vieja Armada Real contra la nueva armada de la Alemania Imperial, culminando en 1916 con la Batalla de Jutlandia (El futuro no pudo verse cuando el portahidroaviones HMS Campania se perdió la batalla.)
Entre guerras, apareció el primer portaaviones, el HMS Argus. Muchas naciones firmaron el Tratado Naval de Washington y desguazaron muchos de los acorazados y cruceros que estaban construyendo en sus astilleros, pero las tensiones crecientes de los años 1930, recomenzaron los programas de construcción, con barcos incluso más grandes que antes; el Yamato, el acorazado más grande jamás construido, desplazaba 72 000 toneladas, y montaba cañones de 18.1 pulgadas (460 mm).

### Sobre y bajo la superficie
La victoria de la Marina Real Británica en la Batalla de Tarento fue un momento clave, ya que fue la primera muestra real del poder naval aéreo. Después del 7 de diciembre de 1941, cuando los Estados Unidos de América entraron en la Segunda Guerra Mundial, el hundimiento del HMS Prince of Wales (53) y del HMS Repulse (1916) marcaron el final de la era del acorazado, y la nueva importancia del avión y de su transporte, el portaaviones. Durante la guerra del Pacífico, los acorazados y cruceros estuvieron gran parte de su servicio bombardeando posiciones costeras, mientras que los portaaviones fueron las estrellas en las batallas claves del Mar del Coral, Batalla de Midway, Batalla del Mar de Filipinas, y en la fundamental Batalla del Golfo de Leyte, que fue la batalla naval más grande de la historia.
El poder aéreo permaneció clave en todas las flotas durante todo el siglo XX, pasando a los aviones propulsados a chorro desde portaaviones cada vez más grandes, y armados con misiles teledirigidos y con misiles de crucero.
Tan importante como lo anterior fue el desarrollo de los submarinos para viajar por debajo del mar, al principio con inmersiones cortas, pero más tarde fueron capaces de pasar semanas y meses bajo el agua propulsados por un reactor nuclear. En ambas Guerras Mundiales, los submarinos (U-Boots en Alemania) ejercieron principalmente su poder hundiendo barcos mercantes mediante  torpedos, así como otros buques de guerra. En los años 1950 la Guerra Fría inspiró el desarrollo de los misiles balísticos, cada uno cargado con docenas de misiles armados con cabezas nucleares y con órdenes de lanzarlos desde el mar en caso del ataque de otra nación.
Tres conflictos navales importantes tuvieron lugar en la segunda mitad del siglo XX, de los cuales dos fueron de flota contra flota.
Uno tuvo lugar en 1971, la tercera y última de las Guerras Indo-Pakistaníes, en la que Bangladés obtuvo su independencia de Pakistán con ayuda india.
Once años después, la guerra de las Malvinas en (1982) en particular, mostró la tremenda vulnerabilidad de los buques modernos ante los misiles a ras del agua modernos, como el Exocet. Un impacto de un Exocet hundió al HMS Sheffield, un moderno destructor antiaéreo. Demostró a la vez la utilidad de los submarinos modernos, los cuales pueden atacar sin ser detectados, a diferencia de los buques de superficie. Se aprendieron importantes lecciones acerca del diseño de los buques, control de daños y los materiales de construcción de barcos en este conflicto. Cabe recalcar que este conflicto fue el único posterior a la Segunda Guerra Mundial en enfrentar a dos Armadas compuestas cada una con portaaviones y submarinos.
La tercera guerra naval importante tuvo lugar entre Irán e Irak desde 1980 a 1988. No presenció ninguna gran batalla entre flotas, pero sí una serie de ataques a barcos mercantes de manera rutinaria, por primera vez desde 1945. También se vio la acción de superficie más grande desde la Segunda Guerra Mundial, cuando buques de la Armada de los Estados Unidos atacaron los muelles de petróleo iraníes para castigarlos por sus acciones en la guerra. Buques navales iraníes intervinieron, lo que resultó en la Operación Mantis Religiosa.
En el momento actual, las grandes guerras navales parecen ser asuntos muy infrecuentes, siendo la función principal de las armadas modernas, el explotar su control de las rutas marítimas para proyectar su poder sobre la costa. La proyección de poder ha sido la principal característica naval de los conflictos como la guerra de Corea, la Guerra de Suez, la guerra de Vietnam, la Confrontación Indonesia-Malasia, la guerra del Golfo, la guerra de Kosovo y ambas campañas en la Guerra contra el terrorismo en Afghanistán e Irak. Se intenta evitar el choque de grandes flotas debido a la modernización de los sistemas de armas, que hoy en día harían de cualquier combate naval una batalla pírrica para el vencedor (más allá de la tecnología, hay que tener en cuenta que cualquier buque en el mar es un objetivo extremadamente expuesto). Es, a día de hoy, casi impensable que dos naciones con Armadas poderosas choquen en combate, debido al enorme riesgo que ambas asumirían y a la enorme cantidad de recursos que cada una perdería.